# Hotet inifrån
Hotet inifrån (originaltitel: The Sentinel) är en amerikansk thriller från 2006 i regi av Clark Johnson, som även har en cameoroll som Charlie Merriweather.
Filmen bygger på en roman av Gerald Petievich och handlar om agenten Pete Garrison (spelad av Michael Douglas) som misstänker att det finns en förrädare inom United States Secret Service. Detta leder till att Garrison får i uppgift att utreda fallet, men upptäcker att bevisen pekar mot honom själv.
USA-premiären av filmen var den 21 april 2006. I Sverige hade filmen premiär den 1 september 2006 och släpptes på DVD den 17 januari 2007.

## Handling
Pete Garrison jobbar som agent på Secret Service, som inte haft ett enda brott på över 141 år. Under den tiden blev han populär i organisationen efter att räddat presidenten Ronald Reagans liv. Det har gått många år och nu är han livvakt åt USA:s första dam Sarah Ballentine. Men när hans nära vän och agent Charlie Merriweather hittas mördad utanför Petes hus, får han i uppdrag att hitta den skyldige. Han blir kontaktad av en sagesman, som berättar för honom att mordet på Merriweather kan ha att göra med ett attentat mot USA:s president och berättar även att det kan finnas en förrädare i Secret Service. Två andra Secret Service-agenter, Petes före detta vän David Breckinridge och nybörjaren Jill Marin, får i uppdrag att förhöra varje agent. Under tiden får förrädaren reda på Petes samtal med sagesmannen och senare hans affär med Sarah Ballentine och försöker lura honom igen, nu till ett kafé, där colombianska ligor ofta brukar mötas. Sedan Breckinridge och Marin förhört alla agenter återstår bara Pete. Han tar testet, men klarar det inte på grund av att han ljög om sin affär med Sarah. Detta leder till att han istället blir den misstänkte för att spridit planer till lönnmördarna. På kvällen bryter sig Breckinridge och Marin in i Petes lägenhet och vill ha svar om planerna. Istället får Breckinridge reda på att Pete han haft ett förhållande med Breckinridges fru. Just när Pete ska gripas lyckas han rymma och försöker själv att ta reda vem som ligger bakom detta och rentvå sitt namn, samtidigt som Breckinridge och Marin är på jakt efter honom.

## Rollista (i urval)
- Michael Douglas som agent Pete Garrison
- Kiefer Sutherland som Agent David Breckinridge
- Eva Longoria som Agent Jill Marin
- Martin Donovan som Agent William Montrose
- Ritchie Coster som The Handler
- Kim Basinger som USA:s första dam Sarah Ballentine
- David Rasche som President John Ballentine
- Clark Johnson som Agent Charlie Merriweather

## Kritik
Filmen har fått blandade recensioner från både amerikanska och svenska kritiker. På Rotten Tomatoes har filmen betyget 34 procent med genomsnittsbetyget 5,1. Roger Ebert gav filmen tre stjärnor och prisade filmens skådespeleri och thrillern.